# Textielindustrie in Tilburg
De stad Tilburg bestond tot de 18e eeuw uit een verzameling van herdgangen. De wollenstoffenindustrie die daar toen ontstond, was beslissend voor de groei van deze buurtschappen tot stad.

## Voorgeschiedenis
Reeds in de 18e eeuw werd door kooplieden uit Leiden en andere Hollandse textielsteden wol ingekocht, onder meer vanuit Spanje dat, na gesorteerd te zijn, in bezit kwam van Tilburgse lakenreders, die een groot aantal bewerkingen in thuisarbeid lieten verrichten. Tussen 1691 en 1724 alleen al vestigden zich dertien Leidse drapeniers in Tilburg. Zij brachten kennis mee die aan de plaatselijke bevolking werd overgedragen en door hen toegepast. Het ruwe laken werd aanvankelijk naar Holland teruggestuurd om de eindbewerkingen, zoals vollen en verven, te ondergaan. Pas tegen het einde van de 18e eeuw vonden deze bewerkingen meer en meer in Tilburg zelf plaats. Volmolens bevonden zich in de wijde omgeving van Tilburg, maar niet in Tilburg zelf. De eerste kwam pas in 1799 tot stand. In 1739 waren er in Tilburg 700 weefgetouwen die voor Leidse lakenhandelaren werkten. Omstreeks het einde van de 18e eeuw werd ook het verven van de weefsels in Tilburg verricht. Bekende lakenverversfamilies waren Van Spaendonk, Suys en Verbunt. Ook het apprêteren geschiedde toen meer en meer in Tilburg.
De Tilburgse fabrikeurs stelden in 1794 een petitie op aan de Regering in Den Haag, met het verzoek dat de concessie aan die van Tilborg en Goirle tot het fabriqueeren van wollen laekenen door hun Hoogmogenden en vorige hertogen goedgunstig verleend, in volle kracht blijven en daarvan het volle genot moge worden genooten. Dit verzoek, dat werd ingewilligd, werd ondertekend door de zelfstandige Tilburgse fabrikeurs, afkomstig uit de families: Beckers, De Beer, Van Bommel, Brouwers, Van Dooren, Heestermans, Hoebens, Jansen, Janssens, De Kanter, Koolen, Van Meurs, Mutsaers, De Noot, Roelandse, Verbunt, Vreede. De meesten waren Tilburgers, maar sommige families waren Leids van oorsprong en hadden zich te Tilburg gevestigd. De petitie werd ingewilligd.
De thuiswevers genoten niet zozeer het volle genot, daar zij leefden in nare en afzigtelijke hutten, waarin veele derzelve zich ternauwernoot voor de wind en regen kunnen verschuylen, aldus een rapportage van textielfabrikant Pieter van Dooren. Door de winterkou waren deze mensen soms niet in staat te werken. Omstreeks 1830 waren er ongeveer 6000 thuiswevers in Tilburg.

## Fabriekshuizen
Voor een aantal bewerkingen was het gunstiger om ze te bundelen in speciale ruimten. Reeds in het begin van de 18e eeuw waren er tientallen van dergelijke fabriekshuizen in Tilburg. Deze waren gewoonlijk verbonden aan de woonhuizen van de lakenreders. De opstelling van gespecialiseerde werktuigen, arbeidsdeling en logistiek vormden belangrijke overwegingen om dergelijke huizen op te richten.
Tot de vroegere fabriekshuizen behoorden die van Michiel van Bommel, die in 1720 in Tilburg begon, en Barend Mutsaers, die in 1739 een fabriekshuis bezat. Zijn zoon Adriaan B. Mutsaers en diens zoon B. Mutsaers (1744-1815) bezaten een fabriekshuis bij de Kuiperstraat met negen arbeiders. Dit heette: A.B. Mutsaers & Zn..
In 1766 werd er door Martinus van Bommel een fabrieksgebouw aan de Nieuwendijk neergezet dat twee verdiepingen telde. Ook Pieter Vreede richtte in 1790 een dergelijke fabriek in: Mijne speculatie is gevallen om hier mijn geheele Fabrijk te plaetzen alwaar het in 1782 opgerichte werkhuis met weverij en spinnerij werd uitgebreid met bereiden, dat is rouwen en droogscheren; alsmede zoo hier als in de nabuurschap mijne ververij te etablissren en een molen te zien te bekomen om dezelve te vollen. Pieter Vreede was een Leidse lakenfabrikant die zich in Tilburg vestigde. Pieter werd opgevolgd door zijn zoons, Paulus en Hendrik Vreede. Aldus ontstond de Wollenstoffenfabriek "Triborgh" aan de huidige Bisschop Zwijsenstraat. Hier werkten in 1812 reeds 280 mensen, van wie 200 in thuisarbeid.
In 1783 werd daarnaast door Martinus van Dooren de wollenstoffenfabriek Van Dooren & Dams opgericht. Andere 18e-eeuwse fabriekshuizen waren dat van Jan van Spaendonck en dat van Jan Peter Pessers. In 1798 bouwden A.N. Schoffers en G. Bogaers een fabriekshuis. Voorts hadden Peter Mutsaers en C.H. Swagemakers een dergelijke inrichting, evenals Jan Laurens Janssens. In 1808 werd een groot fabriekshuis opgericht door Johan Diepen (Diepen, Jellinghaus & Co.). In 1798 werd gezamenlijk een windvolmolen gesticht voor een consortium van lakenfabrikanten (Van Dooren, Dams, Verbunt, Brouwers, Mutsaers, Zwagemakers). De molen heeft bestaan tot 1817. In 1811 werd een tweede volmolen opgericht waar onder anderen Schoffers en Bogaers in deelnamen. Deze molen werd in 1836 voorzien van een stoommachine en in 1853 afgedankt.
Ook G. Pollet, afkomstig uit de Franse textielstad Tourcoing, begon in 1811, samen met H. Mannie en J. van Iersel, een lakenfabriek annex lakenververij.
In 1812 waren er 4.580 Tilburgse textielarbeiders, van wie 89% thuiswerkers en 19% fabrieksarbeiders. Er waren 8 fabrieken met 10 of meer fabrieksarbeiders, waarvan de fabriek van Paulus en Hendrik Vreede de grootste was.

## Mechanisatie
In 1809 schafte de wollengarenspinnerij en lakenvollerij Van Dooren & Dams een spinmachine aan die geleverd werd door de fabriek van William Cockerill te Verviers. Deze werd aanvankelijk door een rosmolen aangedreven, evenals de later aangeschafte machines. Het aantal machinale spinnerijen nam toe via vijf in 1817 tot zestien in 1820. Door dit alles raakten veel handwerkslieden overbodig en werd ook de productie meer en meer in fabriekshuizen gecentraliseerd. In 1816 waren er 67 lakenfabrieken met in totaal 2705 werklieden, 93 procent van de Tilburgse werklieden. Daarnaast waren er nog zeven katoenspinnerijen en vier katoendrukkerijen, maar deze verdwenen nadien vrij snel vanwege handelspolitieke tegenslagen.
In 1827 werd de eerste stoommachine in gebruik genomen, door Pieter van Dooren. De machine van 20 pk dreef een mechanische lakenvollerij aan. De machine kwam waarschijnlijk uit de machinefabriek van J.J. Gilain te Tienen. In hetzelfde jaar werden twee van dergelijke machines bij de firma Diepen, Jellinghaus & Co. in gebruik genomen. In 1829 volgde Schoffers en Bogaers, en in 1832 Swagemakers & Van Spaaendonck. De firma Van Dooren installeerde in 1834 een tweede stoommachine, geleverd door de Luikse firma Desiré Tassin. In hetzelfde jaar volgde Pollet & Co. Eind 1836 telde Tilburg 12 stoommachines, dat was 17 procent van het totaal aantal stoommachines in Nederland. 
In 1853 telde men in Tilburg 73 wollenstoffenfabrieken, waar in totaal 27 stoommachines stonden opgesteld. Het aantal fabrieken nam in de daaropvolgende jaren nog toe. In 1874 betrof het 142 fabrieken waarvan er 55 één of meer stoommachines bezaten. Omstreeks 1880 waren er zefs 145 fabrieken en fabriekjes. De Nederlandsche Handel-Maatschappij beweerde in 1864 dan ook dat er tot het opzetten van een industriële onderneming weinig meer behoefd wordt dan een klein kapitaal, een geringe arbeidzaamheid en een oude meesterknecht. Men moet daarbij bedenken dat de 90 bedrijven zónder stoomkracht niet veel meer waren dan wevershuizen, waarin zelfs een rosmolen ontbrak. Na 1880 gingen de meeste kleinere bedrijfjes ter ziele, zowel door de politiek van vrijhandel als door de steeds grotere investeringen die nodig waren voor de steeds moderne machines. De grotere bedrijven daarentegen konden zich handhaven en uitbreiden. Aan de in de tweede helft van de 19e eeuw opgerichte wollenstoffenfabrieken zijn de namen verbonden van Aelen, De Beer, Van den Bergh, Berghegge, Blomjous, Bogaers, Brands, Dams, Deen, Diepen, Elias, Enneking, Eras, Franken, Goyarts, Houben, Jansen, Janssens, Krabbendam, Lombarts, Mommers, Mutsaerts, Pessers, De Rooy van Dijk, en Swagemakers. In 1871 bevond meer dan 75 procent van de Nederlandse wolindustrie zich in Tilburg, er waren 53 stoommachines en er werkten 4617 arbeiders. In 1856 verscheen het eerste machinale weefgetouw, en wel bij de firma Diepen. Het werd gebruikt voor de productie van flanel. De stad groeide snel, maar van een stad in de moderne zin was geen sprake: de herdgangen met hun fabrieken werden nog steeds afgewisseld door grote stukken open land. Als gevolg daarvan waren de leefomstandigheden van de arbeiders relatief gunstig te noemen.
Een bezwaar was de eenzijdigheid van de werkgelegenheid. Van 1880 tot 1890 bijvoorbeeld, gingen heel wat kleine bedrijfjes failliet, en ook in 1908 ging het slecht met de wollenstoffenindustrie. Van 1890 tot 1909 daalde het aantal thuiswevers van 1500 tot 344, terwijl er toen 5400 textielarbeiders waren. De laatste thuiswever was Frans van Geloven die bij de aanvang van de jaren 40 van de 20e eeuw, en op een leeftijd van meer dan 80 jaar, het handweversvak nog uitoefende.

## Elektrificatie
In de jaren 20 van de 20e eeuw werd de elektromotor op grote schaal ingevoerd, werd de stoommachine en de riemschijfoverbrenging afgeschaft en bleef de stoomketel slechts voor verwarmingsdoeleinden bestaan. Fabrieken werden nu gebouwd met uitgestrekte hallen en de overzichtelijkheid en veiligheid werd sterk verbeterd. In 1929 waren er 78 wolbedrijven in Nederland, waarvan 48 in Tilburg. Daar werkten ongeveer 7500 textielarbeiders. Door de economische crisis van de jaren 30 van de 20e eeuw verminderde het aantal fabrieken tot 38 en het aantal werkzame personen tot 4374. Na 1936 trad herstel in, echter werden nu vooral militaire goederen gevraagd. Aan de vooravond van de Tweede Wereldoorlog telde Tilburg 46 wolbedrijven.
De oorlog bracht de wolaanvoer vrijwel tot stilstand, maar de bezetter plaatste militaire orders. In het materiaal werd voorzien door rayon, welke in Arnhem werd geproduceerd door de Algemene Kunstzijde Unie. Na de bevrijding bleken de fabrieken weinig beschadigd, maar diverse machines waren weggehaald en de aanvoer van grondstoffen vormde een probleem. Volledig herstel van de aanvoer was in 1950 reeds een feit en dankzij het Marshallplan kwamen er ook moderne machines. In 1950 was nog 54% van de Nederlandse textielfabrieken in Tilburg gevestigd en er werkten 12.765 textielarbeiders, wat meer was dan van alle andere Tilburgse fabrieken bij elkaar. Dit was het grootste aantal ooit. In 1953 waren er 71 textielbedrijven, waarvan 44 wollenstoffenbedrijven. Uitbreidingen vonden plaats, de productie nam toe en bereikte in 1960 een maximum. Het aantal bedrijven was echter afgenomen tot 67 en het aantal arbeiders tot 12.625. De 40 wollenstoffenbedrijven hadden bijna 10.000 mensen in dienst.

## Ondergang
Na 1960 trad echter een kentering in. Het aantal arbeiders in de textielindustrie nam af via 10.700 in 1965 en 6.035 in 1970 tot slechts 2.010 personen in 1977. Het aantal wolbedrijven in Nederland nam af van 168 in 1957 tot 38 in 1977. Vooral in de jaren ná 1965 ging het snel bergafwaarts en sloot de ene fabriek na de andere. In 1974 werd besloten tot herstructurering van de Tilburgse wolindustrie. De Nederlandse Herstructureringsmaatschappij (Nehem), de Rijksoverheid en de Nationale Investeringsbank namen hieraan deel. Op 16 december 1974 werd de Stichting Wolcon opgericht en eveneens de houdstermaatschappij Sigmacon BV. Wollenstoffenfabrieken konden zich, na een doorlichting, aansluiten bij Sigmacon. De AaBe-fabrieken waren de eerste die, in maart 1975, toetraden. Eind 1975 wenste men in plaats van één, meerdere werkmaatschappijen, namelijk Spincon voor de spinnerijen en de Verenigde Wolwasserijen voor de betreffende branche.
Het doel van deze maatschappijen, behoud van (een deel van) de werkgelegenheid, werd echter niet verwezenlijkt. De werkgelegenheid daalde van 3.090 in 1974 tot 2.300 in 1977. Wél was er voor tientallen miljoenen aan overheidsgeld in Sigmacon en Wolcon gepompt. Dit leidde tot politieke verwikkelingen. Minister Gijs van Aardenne gaf op 4 april 1979 toe dat er uitgaven zijn gedaan waarvan het nut mag worden betwijfeld. Op 12 maart 1982 ging Sigmacon failliet. Vier fabrieken werden in dit faillissement meegesleurd. AaBe kon een doorstart maken, maar zou in 1996 en later in 2008 alsnog failliet gaan. De laatste wolwasserij van Tilburg verdween al op 22 maart 1983. Het Nederlands Textielmuseum en enkele industriële monumenten getuigen nog van het rijke industriële verleden.

## Lijst van Tilburgse textielfabrieken

### A
- AaBe Wollenstoffen- en wollendekenfabriek N.V., opgericht in 1929 door F. Adolf L. van den Bergh jr., heeft bestaan tot 1982 en ging toen failliet. Een doorstart volgde met specialisatie in brandvrij textiel voor de luchtvaart. In 1996 ging ook dit bedrijf failliet. In sterk afgeslankte vorm ging het na een doorstart verder tot 2008 en daarmee kwam een einde aan het laatst overgebleven wollenstoffenbedrijf van Tilburg.
- M. Aelen werd in 1870 opgericht aan de Noordhoek, tegenwoordig de Elzenstraat. Men fabriceerde bukskin en baai. In 1963 werd het bedrijf overgenomen door Thomas de Beer. Er waren toen 110 medewerkers. In 1964 werd de productie geheel naar De Beer overgebracht en werd de fabriek aan de Elzenstraat gesloten.

### B
- Wollenstoffenfabriek J.B. de Beer & Zn. had een fabriek met vollerij, een stoommachine en in 1853 werkten er 19 volwassenen. Het bedrijf bevond zich aan de huidige Spoorlaan, hoek Heuvel. De fabriek heeft zeker tot 1887 bestaan.
- Thomas de Beer, aan het huidige Wilhelminapark 5-6, in een oude fabriek van Peter Mutsaers. Opgericht in 1854 en in het begin van de 20e eeuw één der grootste wollenstoffenfabrieken van Tilburg. Nam in 1963 de fabriek M. Aelen over, die in 1964 werd gesloten.Fuseerde in 1965 met W. Brands & Zonen en met Pessers-van Zuylen. Dit werd in 1966 de N.V. Nederlandse Textielcombinatie. De productie werd geconcentreerd aan het Wilhelminapark en de andere locaties werden gesloten. In 1967 werd ook deze fabriek gesloten en 430 personeelsleden kwamen op straat. Een klein deel van de activiteiten werd voortgezet, opnieuw onder de naam Thomas de Beer N.V.. In 1972 werden de activiteiten van de strijkgarenspinnerij van het Helmondse bedrijf Diddens en Van Asten overgenomen. In 1986 bestond de spinnerij nog, nu aan het Timmermanspad. In 1994 werden er echter huizen gebouwd.
- Van den Bergh-Krabbendam werd opgericht in 1853 door Pieter J. van den Bergh-Krabbendam. In 1859 verhuisde men naar de Lancierskazerne aan de Sint-Josephstraat. In 1876 werkten er 211 volwassenen en 6 kinderen. De fabriek stond later bekend als Beka. In 1968 werd de productie gestaakt. De 278 werknemers werden ontslagen.
- L.E. van den Bergh werd in 1877 aan de Sint-Josephstraat opgericht door Louis Etienne van den Bergh, zoon van Pieter. Men begon met 130 volwassenen en 4 kinderen. In 1959 werden 112 van de 265 werknemers ontslagen wegens reorganisatie. In 1958 was de spinnerij verkocht aan N.V. Jurgens Textiel. In 1960 volgde samenwerking met N.V. Wollenstoffenfabriek Triborgh. Bij Van den Bergh werkten toen 153 mensen. De productie kwam in de locatie aan de Sint-Josephstraat en in 1961 ging de combinatie N.V. Verenigde Tilburgse Wollenstoffenfabrieken (Vetewe) heten. In 1965 ging men samenwerken met J.A.A. Kerstens en bracht men de productie van Kerstens over naar de Sint-Josephstraat. In 1967 werden de laatste 160 werknemers ontslagen en sloot de fabriek.
- J.A. Berghegge & Zonen werd in 1875 opgericht aan de Sint-Josephstraat en was een kunstwolfabrikant.In 1876 werkten er 22 volwassenen en 2 kinderen.
- Wollenstoffen- en wollendekenfabriek M. van Beurden van Moll, werd in 1887 opgericht en bevond zich aan de Leo XIII-straat. In 1964 werd de fabriek met 100 werknemers gekocht door de Koninklijke Fabriek voor wollen dekens v/h J.C. Zaalberg te Leiden. Men ging onder meer autoplaids produceren. In 1976 volgde een reorganisatie bij Zaalberg en een deel ervan werd Wolspinnerij Ede, waartoe ook Van Beurden behoorde. In 1980 werden de Tilburgse activiteiten, nu een ververij, gestaakt.
- J.A. Blomjous aan de Veemarktsstraat werd opgericht in 1856. In 1876 werkten er 140 volwassenen en 17 kinderen. In 1957 sloot de fabriek, waarbij 120 werknemers werden ontslagen.
- G. Bogaers & Zoon's Wollenstoffenfabrieken aan de Heuvelstraat werd in 1798 opgericht door Gerard Bogaers en A.N. Schoffers als Schoffers & Bogaers. In 1832 kreeg de fabriek de huidige naam. In 1863 verhuisde men naar de Tuinstraat en in 1908 brandde de fabriek af. In 1925 werd de productie stopgezet maar in 1946 kwam Jurgens Textiel N.V. met een spinnerij in het gebouw. Deze werd in 1976 gestopt en de productie werd naar Berkel-Enschot overgebracht.
- W. Brands & Zn. werd in 1861 opgericht aan de Heuvel en in 1876 werkten er 90 volwassenen en 4 kinderen. In 1910 verhuisde het bedrijf naar de Hoogvensestraat. In 1964 werd de strijkgarenspinnerij van het Leidse bedrijf J.J. Krantz samengevoegd met die in het Tilburgse bedrijf, waarmee de Leidse spinnerij sloot. In 1965 fuseerde Brands met Thomas de Beer en Pessers-van Zuylen tot een wollenstoffenconcern met 840 werknemers. Dit werd de N.V. Nederlandse Textielcombinatie. In 1966 werd de productie van Brands (122 werknemers) overgebracht naar Thomas de Beer. In 1967 sloot de Nederlandse Textielcombinatie de poorten en kwamen 430 medewerkers op straat te staan.
- J. Brouwers Lakenfabrieken N.V. werd opgericht in 1828 als J. Brouwers de Beer & Cie. In 1836 vestigde het zich aan de Korte Schijfstraat. In 1848 werkten er 53 volwassenen en 20 kinderen, alsmede 22 thuiswevers. In 1850 kwam de eerste stoommachine. Het bedrijf bouwde enkele fraaie hoogbouwcomplexen en werd regelmatig uitgebreid. In 1958 werd het bedrijf overgenomen door J.A.A. Kerstens aan de Langestraat. Er werkten toen 231 mensen. Onder de naam J.A.A. Kerstens werd verdergegaan aan de Korte Schijfstraat. In 1965 stopte de productie en in 1985 werden de gebouwen gesloopt.
- N.V. Wollenstoffenfabriek Brouwers-Van Glabbeek was eind 19e eeuw opgericht aan de Sint-Josephstraat. Het bedrijf vestigde zich in 1951 in de oude fabriek van Mommers aan de Goirkestraat. In 1963 sloot de fabriek en werden de 47 werknemers ontslagen. Het gebouw werd in 1984 gerestaureerd.

### C
- N.V. Wollenstoffenfabriek Simon de Cock & Zn. aan de Goirkestraat sloot in 1964 haar strijkgarenspinnerij en in 1965 werd de weverij verplaatst naar N.V. Wollendekenfabrieken "Nederland" te Geldrop. De 37 arbeidskrachten werden ontslagen.

### D
- Gebr. Deen, in 1852 opgericht aan 't Ven, tegenwoordig Piusplein, als een fabriek voor calico.
- N.V. Wollenstoffenfabriek Gebr. Diepen, aan de Korvelseweg. Opgericht in 1808 als Diepen, Jellinghaus & Co., en één der grootste fabrieken in die tijd. In 1827 kwam er een stoommachine, de tweede van Tilburg. In 1839 brandde de fabriek af en er werd aan het Korvelplein een nieuwe fabriek gebouwd die zich door hare grootte, sierlijken bouwtrant en hoogst doelmatige inrichting onderscheidde. In 1845 werd de naam gewijzigd in J.N. Diepen & Co., in 1850 kwam de eerste stoommachine en in 1856 werden de eerste machinale weefgetouwen van Tilburg hier aangeschaft. In 1870 werd de fabriek opgericht aan de Korvelseweg onder de naam Gebr. Diepen en de gebouwen van de oude firma werden verkocht aan Van Dooren en Dam's. In 1876 werkten hier 246 volwassenen en 10 kinderen. Na de Tweede Wereldoorlog kwam er onder meer een fabriekslaboratorium, maar in 1972 moest het bedrijf, waar toen nog 175 mensen werkten, sluiten.
- De N.V. Dongense Wolwasserij werd opgericht te Dongen in 1963 en vestigde zich in 1966 aan de Posthoornstraat te Tilburg. Er werkten 16 mensen. In 1976 ging ze samen met de Tilburgse Wolwasserij en de Wolwasserij Karel Pessers en aldus werd de Wolwasserij Brabant gevormd, die aan de Posthoornstraat was gevestigd. In 1979 werd surséance van betaling verleend aan deze wolwasserij. Na sluiting hiervan bleef in Nederland nog één wolwasserij over. Dit was de Nederlandse Wolwasserij B.V. te Oisterwijk, welke aldaar bestaan heeft van 1951-1983 en toen eveneens gesloten werd.
- Spinnerij Pieter van Dooren, een zeer oud bedrijf dat omstreeks 1826 aan de Hilvarenbeekseweg was gevestigd als wollengarenspinnerij en lakenvollerij. Oprichter was Pieter van Dooren, zoon van Martinus van Dooren. Dit was de eerste Tilburgse fabriek die van stoomkracht gebruik maakte, hetgeen aanvankelijk tot arbeidsonrust leidde. In 1833 werd een nieuwe stoommachine besteld. De fabriek spon onder meer voor Van Dooren en Dams. In 1848 werkten hier 122 volwassenen en 54 kinderen. In 1965 werd de export van strijkgarens gebundeld met die van Verschuuren-Piron. In 1972 werd de productie gestaakt. In 1974 werden de gebouwen door de gemeente Tilburg gekocht en overhaast gesloopt, hetgeen tot zware kritiek en het instellen van een Monumentencommissie leidde. De stoommachine werd later geplaatst in het Nederlands Textielmuseum.
- N.V. Van Dooren en Dams Textielfabriek, Korvelplein 8. Deze werd opgericht in 1783 aan de Nieuwendijk door Martinus van Dooren. In 1809 was het de eerste fabriek met een spinmachine van Cockerill uit Verviers, aangedreven door een rosmolen. Deze fabriek groeide uit tot één der grootste Tilburgse textielbedrijven, en in 1860 werd een villa bij het complex gebouwd. In 1960 werd een reorganisatie doorgevoerd waarbij 85 mensen werden ontslagen, overeenkomend met een kwart van het personeel. In 1972 ging de fabriek dicht, waarbij de laatste 13 werknemers werden ontslagen. In 1975 werden de gebouwen gesloopt.
- N.V. Wollenstoffenfabriek George Dröge aan de Goirkestraat. Voortzetting van A. Pessers Azn. In 1950 werd nog een nieuwe weverij gebouwd. In 1956 kocht Dröge het grootste deel van Wollenstoffenfabriek C. Mommers & Co. In 1969 werden 158 van de 230 medewerkers van de weverij ontslagen. De tricotage-afdeling met 65 medewerkers bleef bestaan. In 1973 ging de fabriek George Dröge Textiel heten. In 1978 sloot de fabriek en werden de 40 overgebleven personeelsleden ontslagen. In de gebouwen kwam het Nederlands Textielmuseum. Rogier Dröge begon toen met een aantal ex-werknemers een breierij onder de naam Innofa, waarvan het personeelsbestand toenam van 6 in 1980 tot 26 in 1995. In 1992 kwam ook Rogier's broer Job Dröge in het bedrijf.

### E
- E. Elias lakenfabrikanten werd in 1854 opgericht en in 1895 in de Noordhoek (nu: Hart van Brabantlaan) uitgebreid. Hier werden militaire stoffen en biljartlakens vervaardigd. Het nam in 1957 de fabriek van H. Eras-Jansen over, welke als E. Elias-Eras N.V. werd voortgezet.
- Textielfabrieken H.F.C. Enneking N.V. aan de Goirkestraat werd in 1870 opgericht. In mei 1974 werd ontslagvergunning voor 274 werknemers aangevraagd en in september van dat jaar sloot de fabriek.
- De N.V. Wollenstoffen- en Wollendekenfabrieken H. Eras en Zonen aan de Van Hogendorpstraat werd in 1854 als H. Eras en Zoon opgericht door Hermanus Eras. In het begin van de 20e eeuw was dit de grootste wollenstoffenfabriek van Tilburg. In 1860 kwam er een stoomweverij en in 1875 een fabriek met vijf bouwlagen. Verdere uitbreidingen volgden en in 1921 waren er vijf stoommachines. In 1925 volgde elektrificatie. In 1950 werd de maximale productie bereikt, maar in 1958 werden de fabrieken verkocht aan de firma W. Schoenmakers, die echter in 1965 de productie staakte.
- De N.V. H. Eras-Janssen aan de Ringbaan Noord 199 werd in 1935 in gebruik genomen door Henricus Eras, de kleinzoon van Hermanus. In 1957 werd het bedrijf door N.V. E. Elias Lakenfabrieken overgenomen. Dit bedrijf werd in 1960 door L.G. van de Kimmenade (onder meer eigenaar van Artex te Aarle-Rixtel) overgenomen als N.V. Lakenfabriek v/h firma E. Elias. In 1970 brandde de spinnerij uit en in 1974 ging de fabriek dicht. De 100 personeelsleden kregen werk te Aarle-Rixtel. In 1978 werden de gebouwen gesloopt, waarna de Gemeentelijke Energiebedrijven er gehuisvest werden.

### F
- A. Franken & Zonen werd in 1868 opgericht aan de Goirkestraat nabij het huidige Bart van Peltplein. Het was een fabrikant van wollen manufacturen. Bij de sluiting in 1966 werkten er nog 85 mensen.
- Gebr. Franken Wollenstoffenfabriek N.V., bevond zich eveneens aan de Goirkestraat. In 1975 werd het bedrijf doorgelicht en als resultaat werden 25 mensen ontslagen en bleven er bijna 100 in dienst. Het personeel wilde niet tot Sigmacon toetreden en de fabriek sloot in september 1975, waarbij nog eens 90 mensen werden ontslagen.

### G
- A. Goyarts & Zoon werd in 1853 opgericht aan de Heuvelstraat. In 1876 werkten er 128 volwassenen en 5 kinderen. In 1915 bestond de fabriek nog.

### H
- Caspar Houben had een roodververij bij de Buunder, opgericht in 1852. In 1857 kwam er een stoommachine en er werkten toen 85 mensen. Het verven gebeurde met meekrap.

### J
- D.J. Jansen, had in 1816 een fabriek in de wijk Hasselt. In 1848 had men een stoommachine, er werkten 16 volwassenen en 18 kinderen.
- N.V. Janssens-Van Buren's Wollenstoffenfabrieken aan de Gasthuisring 29, opgericht in 1846, in 1853 kwam er een stoommachine, in 1954 woedde er een grote brand, in 1969 kwam een samenwerking met Mommers & Co tot stand, waarmee aan de vestiging van Janssens-Van Buren een einde kwam.
- Janssens de Horion's wollenstoffenfabriek, werd opgericht aan de Koestraat in 1868. In 1876 werkten in deze stoomfabriek 89 volwassenen en 10 kinderen. Men produceerde hoogwaardige kamgaren herenstoffen. In 1968 richtte het bedrijf samen met de Hollandsche Textiel Industrie (HTI) te Goirle en de N.V. Nederlandse Kamgarenweverijen (NKW) te Veldhoven, een export-unie op: United Holtex Mills. Deze sloot zich, met André van Spaendonck & Zn. en Van Dooren en Dams, aan bij de Nederlandse Exportcombinatie voor Textielproducten (Conet), opgericht in 1967 als een combinatie van Twentse textielbedrijven. In 1969 ging Holtex samen met het Geldropse bedrijf Tweka tot N.V. Novostyle. In 1970 werkten bij Janssens de Horion nog 218 mensen, van wie er 44 ontslagen werden. In 1974 werkten er nog 138 mensen van wie er opnieuw 22 werden ontslagen. In 1975 trad het bedrijf toe tot Sigmacon. In 1975 werd de productie van herenstoffen geconcentreerd in het pand van A. & N. Mutsaerts, waarmee de facto aan Janssens-de Horion een einde kwam. De fabriek werd in 1976 door de gemeente aangekocht. In 1977 kwam een einde aan de productie van herenkamgaren bij Sigmacon. De 260 werknemers werden overgeplaatst en omgeschoold.
- Janssen & Bierens N.V., Textielververij en Appretuurbetrijf "De Regenboog", werd in 1890 opgericht aan de Bredaseweg en fuseerde in 1961 met Palthe te Almelo. In 1978 werden 20 van de 145 werknemers ontslagen. In 1981 werden er opnieuw 60 mensen ontslagen en werkten er nog 70 mensen. In 1993 ging Palthe failliet.

### K
- Kastofa Textielfabrieken N.V. aan de Kuiperstraat werd opgericht in 1900 en werkte sinds 1956 samen met de Nederlandse Weverij N.V. te Tegelen. In 1962 leidde dit tot een reorganisatie waarbij ongeveer 55 mensen werden ontslagen. In 1974 sloot de fabriek te Tegelen. In Tilburg werkten toen 200 mensen. Eind 1974 stopte ook in Tilburg de productie en kwamen de 238 werknemers op straat te staan.
- J.A.A. Kerstens, zie Mutsaers & Kerstens.
- Textielververijen De Koningshoeven N.V., opgericht in 1918 door een coöperatie van textielfabrikanten als Coöperatieve Ververijen Van Tilburgsche Fabrikanten van Wollen stoffen, in 1955 Coöperatieve Ververijen U.A. genoemd en in 1966 de uiteindelijke naam verkregen. De moderne fabriek kreeg het zwaar na 1974 en moest sluiten in 1978, waarbij 60 werknemers werden ontslagen.

### L
- L.V. Ledeboer & Zn. begon in 1849 aan de huidige Spoorlaan 158. Ledeboer was een textielgroothandelaar uit Rotterdam. Zijn zoon ging een vennootschap aan met J.F. Mutsaerts en in 1890 heette het bedrijf: Frans Mutsaerts & Zn.. In 1965 sloot het bedrijf en de 175 werknemers werden ontslagen. In de daaropvolgende jaren werden de gebouwen gedeeltelijk gesloopt en gedeeltelijk door andere bedrijven in gebruik genomen.
- Litex, zie Mutsaers & van Poppel.
- E. Lombarts & Zonen werd in 1855 opgericht aan de Heuvel. In 1876 werkten er 110 volwassenen en 8 kinderen. De fabriek werd in 1900 aan Louis de Wijs verkocht en in 1920 heette het: Van Gorp-De Wijs.

### M
- Hendrik Matthijsen, aan de Nieuwendijk, was in 1848 een grote fabriek in wollen en katoenen stoffen, waar 85 volwassenen en 90 kinderen werkten. Er was een rosmolen en er waren vier mule jennys die door een stoommachine werden aangedreven.
- C. Mommers & Co., aan de Goirkestraat, opgericht door Christiaan Mommers, eigenaar van een handwerkbedrijf. In 1872 begon hij aan de Goirkestraat een stoomfabriek. In 1876 werkten er 68 volwassenen en 5 kinderen. Het bedrijf breidde uit in 1877, 1885 en 1894. In 1950 werd een nieuwe fabriek aan de Kraaivenstraat gebouwd. De fabriek aan de Goirkestraat werd voor de helft verkocht aan de N.V. Wollenstoffenfabriek Brouwers-Van Glabbeek en de andere helft in 1956 aan George Dröge. In 1969 ging Mommers samenwerken met Janssens van Buren. De locatie van Janssens-van Buren werd naar de Kraaivenstraat overgeplaatst. Dit ging met tientallen ontslagen gepaard. In 1971 volgden opnieuw 21 ontslagen. In 1982 werkten er nog 200 mensen, van wie er 70 ontslagen werden. In 1993 kwam er een einde aan het bedrijf, dat eens een der grootste van Tilburg was.
- H. Mommers-Hunfeld, aan het Smidspad. Opgericht in 1871 als Stoomfabriek voor Wollen stoffen, ook bekend als H. Mommers & Zonen. In 1951 gesloten wegens ziekte van de directeur.
- Barend Mutsaers, had reeds in 1739 een fabriekshuis op de hoek van de huidige Dr. Nolensstraat. Zijn zoon Adriaan B. Mutsaers had, samen met diens zoon B. Mutsaers, een fabriek nabij de huidige Kuiperstraat. Deze heette A.B. Mutsaers & B. Mutsaers. In 1812 werkten er 9 arbeiders en 30 thuiswerkers. In 1836 werd een stoommachine geplaatst.
- Mutsaers & Kerstens, aan de Langestraat. Had in 1848 een stoommachine en er werkten 64 volwassenen en 16 kinderen. In 1857 ging de fabriek J.A.A. Kerstens heten. In 1958 nam deze fabriek J. Brouwers Lakenfabrieken over en bracht de productie naar de locatie daarvan over onder de eigen naam. In 1979 werden de gebouwen aan de Langestraat gesloopt. In 1960 werd ook De Zomermolen van Sträter overgenomen. In 1965 volgde samenwerking met de N.V. Verenigde Wollenstoffenfabrieken Vetewe aan de Sint-Josephstraat, waar de productie werd geconcentreerd. Bij Kerstens werkten toen nog 216 personen, van wie een deel werd ontslagen.
- Peter Mutsaers had reeds een fabriekshuis aan de Berkdijk en richtte in 1849 een fabriek op nabij de Kuiperstraat. In 1851 kwam er een stoommachine.
- Textielweverij Mutsaers & van Poppel, opgericht in 1945 aan de Tongerlose Hoefstraat ging in 1962 samenwerken met N.V. Wollenstoffenfabriek Litex bij het vervaardigen van Terlenka mengvezel. In 1971 stopte de productie en kwamen 80 mensen op straat te staan.
- A. & N. Mutsaerts, de zoons van Peter Mutsaers, bouwden in 1867 een fabriek nabij de Kuiperstraat. In 1880 werd een nieuwe fabriek aan de Pironstraat gebouwd, ook was er een fabriek aan de Gasthuisstraat. In 1969 werkten er 390 mensen, en bovendien 90 meisjes op een stopsteratelier in Druten en had men 90 thuiswerksters. het was één der beste en grootste bedrijven in kamgaren herenstoffen. In 1970 volgde een joint venture met N.V. Blijdenstein-Willink te Enschede. In 1971 vielen er 33 ontslagen, in 1974 opnieuw 31. In 1975 werkten er nog 200 mensen en trad men toe tot Sigmacon. Het Mutsaers-complex werd gebruikt om productie van de andere leden te concentreren. In 1976 werd een directeur benoemd die aan de herenkledingactiviteiten een einde maakte. De fabriek stopte, de personeelsleden werden ontslagen of overgeplaatst, en het complex werd door de gemeente opgekocht.

### N
- N.V. Nederlandse Textielcombinatie, zie Thomas de Beer

### P
- A. Pessers Azn., in 1857 opgericht aan de Goirkestraat. In 1876 werkten er 123 volwassenen en 8 kinderen. In 1913 had men een vestiging in Geldrop. In 1902 associeerde men zich met lakenhandelaar George Dröge en in 1922 werd Dröge de eigenaar en ging het bedrijf N.V. Wollenstoffenfabriek George Dröge heten, terwijl Pessers de Geldropse vestiging bezat.
- Nicolaas Pessers & Zn., opgericht in 1876 aan de Van Bylandtstraat op het terrein van het Kasteel van Tilburg als lederfabriek en wolwasserij, in 1918 gesplitst in Bernard Pessers en C.V. Pessers-Verbunt. In 1961 werd Pessers-Verbunt geliquideerd en werden 60 werknemers ontslagen. Bernard Pessers stopte in 1973 met de leder- en pelswerkenfabriek, waarbij 124 mensen werden ontslagen. De 8 overigen konden nog terecht in de kleine wolwasserij.
- N.V. Pessers-Van Zuylen werd opgericht in 1872 en in 1935 uitgebreid met de eerste kamgarenspinnerij van Tilburg. Na de Tweede Wereldoorlog verhuisde men naar de Goirke Kanaaldijk. In 1963 werd Cees Pessers opgericht, waar 100 van de 250 mensen kwamen te werken. De anderen bleven bij Pessers-Van Zuylen. In 1965 fuseerde dit bedrijf met Thomas de Beer en W. Brands & Zonen. In 1966 werd dit de Nederlandse Textielcombinatie, die echter reeds in 1967 de productie staakte.
- N.V. Kamgarenspinnerij Cees Pessers, opgericht in 1963 aan de Goirke Kanaaldijk. Dit was in het kader van een reorganisatie bij N.V. Pessers-Van Zuylen. Er kwamen hier 100 mensen te werken. In 1966 werd het bedrijf gesloten en kwamen 60 mensen op straat te staan.
- Wolspinnerij "De Phoenix", aan de Veemarktstraat. Dit uit Veenendaal afkomstige bedrijf vestigde zich in 1958 in de panden van het voormalige J.A. Blomjous, maarin 1962 brandde de spinnerij uit. Er werkten toen 60 mensen. De productie verhuisde naar de Mechtildisstraat. In 1981 werden bij dit toen Phoenix Yarns genaamde bedrijf 19 van de 120 medewerkers ontslagen. Phoenix had ook een vestiging in Ierland. In 1989 bestond het bedrijf nog steeds.
- Pollet & Co., aan de Noordhoek. Opgericht omstreeks 1800 tezamen met H. Manni en J. van Iersel. Hier werd in 1834 een stoommachine geplaatst. Het was toen een van de vijf grootste textielfabrieken van Tilburg. G. Pollet was afkomstig uit Tourcoing. Later Pollet & Zonen. In 1848 werkten er 146 volwassenen en 66 kinderen. In 1888 werkten 120 thuiswevers voor deze fabriek. In 1915 bestond deze fabriek nog, en deze was gelegen aan de Fabrieksstraat.

### R
- De N.V. Wollenstoffenfabriek Ant. de Rooy & Zn. werd in 1912 opgericht aan de Sint-Josephstraat. Later was er ook een vestiging aan de Jan Aertestraat. In 1964 stopte de productie van wollen damesstoffen en werden 94 mensen ontslagen.
- De Rooy van Dijk werd in 1870 opgericht op de hoek van de Hasseltstraat en de Goirkestraat. Men vervaardigde wollen manufacturen. In 1963 kwam hier ook de productie van de Geldropse fabriek N.V. H. Eycken & Zonen, waarvan de productie in Geldrop werd stilgelegd en aldaar 70 werknemers werden ontslagen. Men ging samenwerken met de Van de Kimmenadegroep, waartoe ook Eycken behoorde. In 1974 sloot een gedeelte van de spinnerij en werden 25 mensen ontslagen. De weverij ging verder onder de naam H. Eycken & Zoon, maar in 1971 werden de gebouwen aan de gemeente verkocht.

### S
- W. Schoenmakers & Zonen N.V. aan de Van Hogendorpstraat brandde in 1957 af, waarna H. Eras & Zonen haar fabrieken aan Schoenmakers verkocht. In 1965 stopte aldaar de productie en werden de resterende 102 werknemers ontslagen.
- A. Schoffers en G. Bogaers, aan de Heuvelstraat. Deze werd in 1798 opgericht en was in 1812 de op twee na grootste fabriek in Tilburg met 40 arbeiders en 100 thuiswerkers. In 1832 werd ze omgedoopt in G. Bogaers & Zoon
- J. Schreppers, werd in de wijk Veldhoven opgericht in 1849 en kreeg een stoommachine in 1853. In 1882 werd de febriek verkocht aan de Missionarissen van het Heilig Hart.
- G.C. van Spaendonck, op de hoek Heuvel-Tuinstraat, startte in 1850 een fabriek met stoommachine, waar in 1853 19 volwassenen werkten. In 1863 werd deze fabriek uitgebreid en zijn zoon richtte in 1898 de fabriek André van Spaendonck & Zonen (Spandon) op aan de Koestraat. Deze vestigde zich in 1961 aan de Kraaivenstraat. De bedoeling was dat er een hypermoderne fabriek zou komen. In 1968 trad de firma, samen met vier andere, toe tot de Nederlandse Exportcombinatie voor Textielproducten (Conet). Er werkten toen 700 mensen, van wie er 30 ontslagen werden. In 1970 ging het bedrijf dicht en kwamen de toen nog 620 medewerkers op straat te staan. In het gebouw kwam een distributiecentrum van Albert Heijn.
- B.F. Sträter uit Amsterdam begon in 1852 aan de Zomerstraat, het huidige Louis Bouwmeesterplein. Later werd dit bedrijf F.M. Sträter's Textielmaatschappij De Zomermolen genoemd. In 1878 werd, vooral op Sträter's initiatief, de Weefschool opgericht. Deze grote fabriek werd in 1960 overgenomen door de N.V. Wollenstoffenfabrieken J.A.A. Kerstens. 60 mensen werden ontslagen en de gebouwen en terreinen werden gekocht door de gemeente Tilburg.
- Swagemakers & Van Spaendonck, aan de Heuvel. Hier werd in 1832 een stoommachine geplaatst. In 1848 werkten er 64 volwassenen en 16 kinderen.
- J.C. Swagemakers had in 1794 een fabriekshuis in Oost-Heikant en in 1812 werkten er 40 arbeiders en 100 thuiswerkers.
- A.C. Swagemakers in de wijk Veldhoven, opgericht omstreeks 1837. In 1842 kwam er een stoommachine. In 1848 werkten er 52 volwassenen en 16 kinderen.
- F.A. Swagemakers & Zonen werd in 1870 opgericht aan de Spoorlaan. Hier werkten in 1876 285 volwassenen en 17 kinderen.
- Chr. J. Swagemakers, aan de Heuvel, had in 1853 een wollenstoffenfabriek met stoommachine, waar toen 19 volwassenen werkten. In 1870 ging het bedrijf naar zijn zoon F.A. Swagemakers heten.
- N.V. Wollenstoffenfabriek Swagemakers-Caesar, aan de Gasthuisstraat, opgericht in 1855 door Conrnelis Th. Swagemakers, gehuwd met Antonia Caesar, werd in 1961 door een zware brand getroffen, waarna de strijkgarenspinnerij werd opgeheven. In 1967 werden 33 van de 264 werknemers ontslagen ten gevolge van modernisering van de weverij. In 1972 werd het bedrijf gesloten en kwamen de 230 resterende werknemers op straat te staan.

### T
- De N.V. Tilburgsche Wolwasserij aan de Groenewoudstraat, vermoedelijk opgericht in 1905, had 30 werknemers in 1976 en ging toen samen met de Dongense Wolwasserij en Karel Pessers tot de Wolwasserij Brabant behoren. De vestiging Groenewoudsestraat ging dicht.
- N.V. Wollenstoffenfabriek Triborgh aan de Bisschop Zwijsenstraat werd in 1939 opgericht door Wim van Spaendonck. In 1960 werkten er 245 mensen. Men ging toen samenwerken met L.E. van den Bergh, alwaar in de Sint-Josephstraat de productie werd geconcentreerd.

### V
- J. Verbunt & Zn., stammend uit een geslacht van lakenfabrikeurs, begon in 1853 aan de huidige Veldhovenring. In 1876 werd het J.G. Verbunt-Janssens en er werkten toen 119 volwassenen en 9 kinderen.
- N.V. Textielfabriek Verschuuren-Piron (Sinds 1970: Vepetex), oorspronkelijk in de Noordstraat, in 1926 verhuisd naar Koningshoeven. In 1965 ging men over tot een gezamenlijke verkooporganisatie met Spinnerij Pieter van Dooren. In 1975 sloot de fabriek, waarbij 36 ontslagen vielen. Het complex kwam in 1980 in gebruik bij B.V. Verschuuren-Goete en B.V. Jan Verschuuren, als magazijn en kantoor voor een handelsonderneming in wol en garens.
- De gebroeders Jan Verschuuren jr en Ben Verschuuren gingen zich in de jaren 60 en 70 van de 20e eeuw specialiseren in het opkopen van de machines van de vele Tilburgse textielfabrieken die toen failliet gingen. Zo ontstond het bedrijf Jan Verschuuren bv dat oude textielmachines opkocht en wereldwijd doorverkocht.[1]
- Vetewe, zie L.E. van den Bergh.
- Paulus en Hendrik Vreede aan de Nieuwendijk. De familie Vreede kwam uit Leiden had vanaf 1782 daar een werkhuis, en vanaf 1790 een complete fabrijk. In 1802 kwamen zijn zoons erin en het bedrijf was in 1812 het grootste van Tilburg. In 1832 kwam er een stoommachine. In 1848 werkten er 82 volwassenen en 28 kinderen.

### Z
- De Zuid-Nederlandse Kunstwolfabriek, aan de Nieuwlandstraat, sloot in 1957.

## Lijst van Tilburgse textielfabrikanten

### A
- Aelen, Alphons M.A.M. (1926)
- Aelen, Matthieu J. (1906)
- Aelen, Nico J.M. (1887)
- Aelen, Thijs (1850-1912)

### B
- Beckers, Peter P. (einde 18e eeuw)
- Beer, Cornelis de, zoon van Thomas sr.
- Beer, Jan Baptist de, eind 18e eeuw
- Beer, Jan N.C.M. de (1904)
- Beer, Norbertus de, zoon van Thomas sr.
- Beer, Stan H.J.M. de
- Beer, Thomas de, sr., oprichter Thomas de Beer
- Beer, Thomas J.M. de (1920)
- Beer, Wim J.M. de (1932)
- Bergh, Ed van den
- Bergh, F. Adolf van den (1879-1956)
- Bergh, Frederik van den (1785-1847)
- Bergh, Gijs van den
- Bergh, J. van den
- Bergh, Louis Etienne van den, zoon van Pieter J.
- Bergh-Krabbendam, Pieter J. van den
- Berghegge, J.A.
- Blomjous, J.A.
- Bogaers, G.
- Bommel, Cornelis A. van (1763-1807)
- Bommel, Martinus van (1735-1783)
- Bommel, Michiel van (Dongen,1669-1763)
- Brands, W.
- Brands, Ben L.J. (1912)
- Brouwers, Jan (1804-1877)
- Brouwers, Jan Baptist (1835-1892)
- Brouwers, Petrus Sebastiaan (1746-1832)

### D
- Dams, Gerard G. (1763-1817)
- Diepen, Armand (1846-1895)
- Diepen, Gustave (1848-1890)
- Diepen, Herman G.K.F. (1877-1946)
- Diepen, Johan (1774-1844)
- Diepen, Johan H.A. (1815-1897)
- Diepen, Johan N. (1793-1865)
- Diepen, Joseph K.O.C. (1934)
- Diepen, Louis (1828-1870)
- Dooren, Adolph van
- Dooren, Frans van
- Dooren, Harry van
- Dooren, Ignatius van
- Dooren, Martinus C. van (1756-1811)
- Dooren, Pieter van (1784-1845)
- Dröge, George (1875)
- Dröge, Rolf J.C. (1928)

### E
- Elias, E.
- Emstede, J. van (begin 19e eeuw)
- Enneking, H.F.C. (2e helft 19e eeuw)
- Enneking, Hein J.M. (1895-1981)
- Enneking, Frans H.Q.M. (1896)
- Enneking, Hein A.M.Q. (1928 - 1979)
- Enneking, Frans H.Q.M. (1934)
- Eras, Hermanus (1797-1869)
- Eras, Henricus H.G.C. (1875-1959)

### F
- Franken, Frans C.A.I. (1920)
- Franken, Jan I.F. (1923)

### H
- Heestermans, Dionysius (eind 18e eeuw)
- Hoebens, Lucas (eind 18e eeuw)
- Hoebens, Hendrikus (eind 18e eeuw, zoon van Lucas)
- Hoebens, J.B. (begin 19e eeuw)
- Horion de Corby, Maria de (midden 19e eeuw, echtgenote van Eduard Janssens)
- Houben, Caspar (midden 19e eeuw)
- Hutten, Cornelis (begin 19e eeuw, lakenfabrikeur)

### J
- Jansen, Gijsbert (eind 18e eeuw)
- Jansen, Christiaan (eind 18e eeuw, zoon van Gijsbert)
- Jansen, D.J. (begin 19e eeuw)
- Janssen, Jozef F.M. (eind 19e eeuw, oprichter textielververij)
- Janssens, Wilhelmus (eind 18e eeuw)
- Janssens, Jan Laurens (begin 19e eeuw)
- Janssens, N. (begin 19e eeuw)
- Janssens, Eduard (midden 19e eeuw)
- Janssens, Bernard C.A.M. (1902)
- Janssens, Hein C.L. (1917)
- Janssens, Emile F.A.M. (1923)
- Janssens, Wim E.A.M. (1923)
- Janssens, Frans F.M. (1928)
- Jellinghaus, Frans (begin 19e eeuw)
- Jong, Denijs de (begin 18e eeuw)

### K
- Kanter, Norbertus Jan de (eind 18e eeuw)
- Kerstens, J.A.A. (Jacobus Adrianus Antonius Kerstens, 1813–1888)
- Koolen, Johan Jan (eind 18e eeuw)
- Koolen, Hendrikus (eind 18e eeuw)
- Koolen, Cornelis Jan (eind 18e eeuw)
- Koolen, Jan Baptist (eind 18e eeuw)

### L
- Ledeboer, L.V. (midden 19e eeuw)
- Ledeboer, Adr. P. (zoon van L.V.)
- Leyten, Cornelis (eind 18e eeuw)
- Lombarts, E. (midden 19e eeuw)
- Lombarts, Constant (eind 19e eeuw)

### M
- Mannie, H. (begin 19e eeuw)
- Marle, Chr.G.R. van, afkomstig uit Leiden (eind 18e eeuw)
- Mathijssen, Hendrik (1797-1879)
- Meurs, Arnoldus van (eind 18e eeuw)
- Mommers, Christiaan (midden 19e eeuw)
- Mommers, H. (2e helft 19e eeuw)
- Mutsaers, Barend (1696-1776)
- Mutsaers, Adriaan B. (1744-1815), zoon van Barend
- Mutsaers, Arnoldus (eind 18e eeuw)
- Mutsaers, Wouter (eind 18e eeuw)
- Mutsaers, Barend (1784-1871), zoon van Adriaan B.
- Mutsaerts, Cornelis Adriaan (1835-1870)
- Mutsaerts, J.Fr. (midden 19e eeuw)
- Mutsaers, A.F. (midden 20e eeuw)
- Mutsaerts, Peter (1808-1868)
- Mutsaerts, Norbert Anthony (1836-1906)
- Mutsaerts, Norbert (1901)
- Mutsaerts, August (1903)
- Mutsaerts, Frans (1903)
- Mutsaerts, André J.M. (1925)
- Mutsaerts, Hans F.M. (1929)
- Mutsaerts, Arthur (midden 20e eeuw)
- Mutsaerts, Fred F.K.M. (midden 20e eeuw)
- Mutsaerts, G.L.F.M. (midden 20e eeuw)
- Mutsaerts, Jan F.M. (midden 20e eeuw)
- Mutsaerts, Jos A.J.M. (midden 20e eeuw)

### N
- Noot, Govert de (eind 18e eeuw)

### P
- Pessers, Jan Peter (1756-1813)
- Pessers, Antoon (1834-1913)
- Pessers, Wim, zoon van Antoon (begin 20e eeuw)
- Pessers, Nicolaas (2e helft 19e eeuw)
- Pessers, Bernard (2e helft 19e eeuw)
- Pessers, Jan A.M. (1935)
- Pessers, Cees A.E.M. (midden 20e eeuw)
- Pessers, Harry J.J.M. (midden 20e eeuw)
- Pessers, Karel (20e eeuw)
- Pollet, G., uit Tourcoing (begin 19e eeuw)

### R
- Riel, Norbert van (midden 19e eeuw)
- Roelandse, Nicolaas (eind 18e eeuw)
- Rooy, Antoon de (begin 20e eeuw)

### S
- Schoenmakers, F.
- Schoenmakers, Alphons F.M. (1891)
- Schoenmakers, Cees J.M. (1919)
- Schoenmakers, Jacques F.M. (1921)
- Schoenmakers, Ben N.J. (1925)
- Schoffers, A.N. (eind 18e eeuw)
- Schreppers, J. (midden 19e eeuw)
- Spaendonck, Jan Anthonie Sebastiaan, lakenverver (1755-1831)
- Spaendonck, Louis Jan, zoon van Jan Anthonie Sebastaan
- Spaendonck, Jan Anthonie, zoon van Jan Anthonie Sebastiaan
- Spaendonck, G.C. van (1804-1873)
- Spaendonck, André J. van (1833-1906)
- Spaendonck-Loven, Frans A.J.M. van (1882-1936)
- Spaendonck, P.J.M. van (1896-1967)
- Spaendonck, Charles F.J.M. van (1912)
- Spaendonck, Jan A.C.I. van (1925)
- Spaendonck, Jan W. van (1936)
- Spaendonck, André H.M. van (midden 20e eeuw)
- Spaendonck, Barend Jan van (midden 20e eeuw)
- Spaendonck, Ed van (midden 20e eeuw)
- Spaendonck, H.B.M. van (midden 20e eeuw)
- Sträter, Bernard F. (1829-1891)
- Suys, Jan Francis, lakenverver (1762-1829)
- Swagemakers, C.H. (eind 18e eeuw)
- Swagemakers, F.A., zoon van C.H. (1e helft 19e eeuw)
- Swagemakers, D. (1e helft 19e eeuw)
- Swagemakers, J.H. (1e helft 19e eeuw)
- Swagemakers, A.C. (begin 19e eeuw)
- Swagemakers, Norbert (1e helft 19e eeuw)
- Swagemakers, Cornelis Theodoor (1825-1912)
- Swagemakers, Jan N. (1e helft 20e eeuw)
- Swagemakers, Louis H.M. (1925)
- Swagemakers, Ed P.A.M. (1926)
- Swagemakers, Karel J. sr. (midden 20e eeuw)
- Swagemakers, Karel jr. (1938)

### V
- Verbunt, Gerardus (1710-1760)
- Verbunt, Augustinus G. (1746-1801)
- Verbunt, Cornelis Franciscus, lakenwever (1751-1800)
- Verbunt, Dionysius (1752-1841)
- Verbunt, Anthonie (begin 19e eeuw)
- Verbunt, J. (midden 19e eeuw)
- Verbunt, J.G. (2e helft 19e eeuw)
- Verhagen, J. (begin 19e eeuw)
- Verschuuren, Charles J.J.M. (1914)
- Verschuuren, Jan C.A.M. (1915)
- Verschuuren, W.J.M. (1921)
- Verschuuren, Stan P.J.M. (1924)
- Verschuuren, Jan Karel C.M. (1947)
- Verschuuren, Ben L.C.M. (1948)
- Vreede, Pieter (1750-1837)
- Vreede, Hendrik (begin 19e eeuw)
- Vreede, Paulus (begin 19e eeuw)

### W
- Weitjens, Gerard M.A. (1903)
- Weitjens, Jan F.M. (1904)
- Weitjens, Jules B.C.M. (1931)
- Wijs, Louis de (begin 20e eeuw)

### Z
- Zwagemakers, John Christiaan (begin 19e eeuw)